# Mouvement vaudois
Le Mouvement vaudois, parfois appelé valdéisme ou valdisme est un courant religieux médiéval dont les adeptes ont été nommés « vaudois » ou parfois « valdésiens » par leurs adversaires. Eux-mêmes se désignaient sous les termes « Pauvres du Christ » ou « Pauvres de Lyon ».
Commencée à Lyon pendant le dernier quart du XIIe siècle, l'histoire du mouvement vaudois s'est terminée en 1532, au synode de Chanforan, lorsque les derniers groupes numériquement significatifs de vaudois ont décidé d'adhérer au mouvement réformé et constitué une église protestante influencée par celle de Genève. Il a fallu plus d'un siècle pour que cette transformation devienne complète et effective, et l'on fait généralement débuter en 1655, à la publication de sa confession de foi, en français, sous le titre « Brieve confession de foy des églises réformées de Piémont », dans l'ouvrage « Relation véritable de ce qui s'est passé dans les persécutions & massacres faits cette année, aux Églises reformées de Piémont », l'histoire de l'Église évangélique vaudoise, qui porte ce qui a survécu de l'héritage spirituel et culturel du mouvement vaudois.
L'originalité du mouvement vaudois réside dans le fait qu'il est l'un des rares courants religieux dissidents, avec l'Utraquisme et l'Unitas Fratrum, qui ont résisté durablement aux répressions auxquelles ils ont été exposés, et celui qui, au prix de nombreuses adaptations, a connu la durée d'existence la plus longue.

## Histoire

### La naissance du mouvement
Il existe deux thèses quant à l'origine du mouvement. La thèse le plus souvent retenue est que les vaudois furent fondés par un bourgeois lyonnais nommé Valdès (ou Vaudès, plus connu comme Pierre Valdo) dont l'existence historique est attestée par cinq textes qui ont fait l'objet d'amples débats. Ce dernier a vendu ses biens et consacre sa vie à la prédication de l'Évangile à partir de 1170. Il fait alors traduire le Nouveau Testament dans la langue d’usage, le franco-provençal, afin qu’il soit compris par le peuple. Valdès est rapidement suivi par des disciples qui se font appeler « les Pauvres de Lyon ».
Néanmoins, on constate qu'il existe une confession de foi des vaudois datant de 1120, soit avant la naissance de Valdès,. Il existe plusieurs documents, dont La Noble Leçon, qui dateraient même de l'an 1100 ou avant. Ces constations font penser que les vaudois ont en réalité une origine plus ancienne et une seconde thèse les fait apparaitre au temps de l'empereur romain Constantin. Cette théorie s'appuie sur les déclarations des vaudois eux-mêmes. En effet, d'après Antoine Monastier dans son ouvrage Histoire de l'Église vaudoise depuis son origine et des Vaudois du Piémont jusqu'à nos jours (1847):

« Dans toutes les persécutions qu'ils ont éprouvées, dès le XIIe siècle, et plus tard, lorsqu'ils ont dû réclamer à diverses fois auprès de leur souverain, les vaudois ont toujours soutenu, comme précédemment, que la religion qu'ils suivaient s'était conservée de père en fils, et de génération en génération, depuis un temps immémorial : Da ogni tempo e de tempo immemoriale, disaient-ils dans leurs requêtes. »

Monastier explique que les vaudoise soutenaient qu'ils tenaient leur croyance de Léon, confrère et contemporain du pape Sylvestre, sous l'empereur Constantin Ier.
Cette tradition se retrouve dans le Faisceau des temps :

« Les biens d'Église que les prélats commencèrent à posséder environ ce temps-là (de Sylvestre et de Constantin) occasionnèrent souvent de grandes altercations entre les docteurs, les uns prétendant que c'était une chose juste et utile que l'Eglise eût en abondance des biens temporels et l'honneur terrestre, les autres soutenant le contraire. » Léon aurait été l'un de ces derniers et aurait préféré la liberté chrétienne avec la pauvreté plutôt qu'un riche bénéfice, occasion possible de servitude et de relâchement. (V. Fasciculus temporum in PISTORIO, t. II, p. 47.) »

Cette tradition est conforme à ce que Honorius d'Autun et Évrard de Béthune, au IIIe siècle, nous disent des montani, qui avaient les mêmes doctrines que les vaudois. Ces derniers d'ailleurs se cachèrent dans les montagnes se séparant du corps de l'Église, exemple suivi par les vaudois.
Moneta, professeur à Bologne et inquisiteur vers l'an 1244, écrit quant à lui que s'il « est évident qu'ils tirent leur origine de Valdecius, citoyen de Lyon, qui commença cette œuvre il n'y a pas plus de quatre-vingts ans, un peu plus ou un peu moins, ainsi donc ils ne sont pas les successeurs de l'Église primitive, ils ne sont donc pas l'Église de Dieu. Or, s'ils disent que leur voie fut antérieure à Valdo, qu'ils le montrent par quelque témoignage ». Un second inquisiteur allemand, Pierre Polichdorf, partage également cette opinion, considérant que les Vaudois mentent en prétendant tirer leur origine de l'Église primitive.
L'inquisiteur Rainier Sacco écrivait vers l'an 1250 que plusieurs sectes découlaient des temps de l'Église primitive telle que celle des Léonistes. Cette dernière est d'après lui la plus ancienne, « puisque selon quelques-uns elle s'est conservée depuis le temps de Sylvestre, selon d'autres depuis le temps des apôtres ». Elle serait également la plus répandue et manifesterait une plus grande apparence de piété que les autres sectes.(Max. Biblioth., P. P., t. XXV, cap. V et VI, p. 264 et suiv.). Ces écrits font penser à Antoine Monastier que Sacco confond léonistes et vaudois, ce qui ferait apparaitre ces derniers bien avant Valdo, au IVe siècle de notre ère. Les Pauvres de Lyon, qui suivent Valdo, auraient alors été confondus avec les vaudois qui existaient depuis plusieurs siècles. L'auteur soutient d'ailleurs que l'étymologie du nom « léoniste » dérive du nom de Léon, auquel les vaudois se référaient.

### Le développement du mouvement
Le mouvement prend ses distances avec l'Église catholique puisqu'il considère que l'Homme n'a pas besoin du clergé pour communiquer avec Dieu et que la connaissance de la parole divine doit être donnée à tous. Ainsi, le prêche vaudois est effectué par des laïcs, y compris des femmes. Toutefois, les vaudois des débuts se considèrent comme catholiques, estimant qu'ils en étaient la pars benigna, tandis que le dogme romain était la pars maligna, rongée par les péchés et la corruption des évangiles. C'est pourquoi le pape Lucius III les excommunie en 1184 lors du concile de Vérone. Les vaudois poursuivent alors leurs prêches de manière clandestine. Ils se réfugient notamment dans les montagnes des Alpes et développent un prêche basé sur les préceptes du Sermon sur la montagne. Les prédicateurs vaudois sont nommés les « barbes » ou les oncles (expression qui vise à les distancier des « pères » catholiques). Ils s'agit de prêcheurs itinérants, sillonnant l'Europe.
Le mouvement vaudois s'implante grandement en Italie (Lombardie, Piémont, Calabre...) où les communautés sont les plus nombreuses au Moyen Âge. Il s'étend aussi à l'Allemagne, à l'Autriche et à la Suisse. En France, il se développe surtout dans le Sud-Est du pays (Savoie, Luberon, Vaucluse, Dauphiné...) Entre 1460 et 1560, au moins 1 400 familles, soit environ 6 000 personnes venues des diocèses alpins de Turin et d'Embrun sont venues s'installer dans la région du Luberon. Les deux tiers d'entre eux sont arrivés entre 1490 et 1520, ce qui permet de faire face à la chute de 60 % de la population à la fin de la guerre de Cent Ans, et à la suite de plusieurs épidémies ayant ravagé la région. Ce peuplement a été organisé juridiquement grâce à onze « contrats d'habitations » concernant treize villages du Luberon.
Les vaudois se distinguent de la majorité catholique en refusant le serment, le purgatoire, en se distanciant du culte des saints et de l'invocation de la Vierge Marie (ce dernier point est déjà signalé par l'inquisiteur Bernard Gui : les vaudois disent que l'Ave Maria a été composé par l'église romaine et non par le Christ). Dans la lignée du donatisme, ils contestent l'efficacité sacramentelle des prêtres à la vie indigne.

### Le ralliement à la Réforme
Si les vaudois se considéraient au départ comme faisant partie de l'Église romaine, ils ne tardent pas à s'en distinguer et à entrer en conflit avec la papauté. Au moment de l'apparition de la Réforme, les vaudois envoient plusieurs émissaires à Berne, Bâle ou encore Strasbourg. C'est le synode de Chanforan en 1532 qui acte le mouvement vaudois à la Réforme, notamment à la mouvance de Zwingli et Bucer.
De ce fait, les vaudois cessent leur itinérance et les barbes deviennent des pasteurs affiliés à des paroisses. Selon l'historien Gabriel Audisio, « le valdéisme s'est noyé dans la Réforme ». Les vaudois participent grandement à la diffusion de celle-ci, en Italie notamment. Ils achèvent la traduction française de la Bible : la bible d'Olivétan.
Ce ralliement à la Réforme entraine les multiples persécutions dont sont victimes les vaudois.

### Les persécutions
Les vaudois firent l'objet de multiples condamnations par les juridictions ecclésiastiques. Celles-ci étaient plutôt rares durant le Moyen Âge mais se sont accentuées après le rattachement des vaudois à la Réforme. Ainsi, dans le Lubéron, les vaudois sont victimes de persécutions menées par l'inquisiteur Jean de Roma et par Jean Meynier, baron d’Oppède et premier président du Parlement d’Aix. En 1535, François Ier prend un édit contre les vaudois sur la base de fausses accusations du baron d'Oppède (annonçant la marche des vaudois sur Marseille). En 1540, l'arrêt de Mérindol condamne le village éponyme à être rasé. L'arrêt n'est appliqué qu’en 1545, date à laquelle Mérindol est détruit et pillé par les troupes du baron d’Oppède et du capitaine Paulin. La majorité des habitants ont pu s’enfuir et revenir ensuite. Par la suite, renforcée par une troupe envoyée par le vice-légat d'Avignon, l'armée du baron d'Oppède s'empare, après deux jours de siège, de Cabrières, où se sont retranchés des Vaudois ; une trentaine sont mis à mort. Avant de se retirer vers Cavaillon, il fait mettre à part les femmes et les enfants disposés à se convertir, il fait massacrer tous les habitants entassés dans le château (pour les hommes) et l'église (pour les femmes). Les rares survivants rejoignent Genève et les cantons suisses protestants. Ce massacre a causé plus de 3 000 victimes. 700 vaudois sont envoyés aux galères.
Le groupe vaudois en Provence est presque totalement exterminé, ce qui entraine son intégration totale au protestantisme français.
En récompense de ses actes, le pape Paul III adresse un bref flatteur à Maynier, fait chevalier de l'Éperon et comte palatin.
Un autre massacre a eu lieu en Calabre. Une mission de l’inquisition leur est en effet envoyée en 1560. Deux martyrs sont restés célèbres, les pasteurs Jacques Bonello et Giovanni Luigi Pascale, tous deux envoyés par l’Église de Genève. Tous deux furent brûlés en 1560, le premier à Palerme et le second à Rome. Une croisade a ensuite eu lieu en Calabre, conduisant à la mort de nombreux vaudois.
En Piémont, le duc de Savoie Emmanuel-Philibert envoie en 1560 une expédition militaire contre les Vaudois de la vallée de la Luserne. Alors même que le mouvement vaudois est originellement non violent, les adeptes de la région ont pris les armes et mènent une guérilla dans la montagne. Cet épisode est justifié par le mouvement comme une guerre sainte qui fait référence aux figures bibliques de David et Goliath. Les vaudois s'estiment en effet attaqués par un adversaire qui leur est grandement supérieur et qu'ils jugent injuste. Les Vaudois reçoivent l’aide des Réformés dauphinois, sur le versant français des Alpes, et tiennent tête aux troupes ducales. Au bout de six mois de luttes, le duc accepte de négocier, ce qui aboutit à l’accord de Cavour (1561) confirmant les privilèges et franchises accordés précédemment aux vaudois et autorisant le culte vaudois public dans les localités loin de la plaine. Cet accord cantonne les vaudois à la montagne et stoppe leur expansion vers la plaine.
Aujourd'hui, l’adjectif « vaudois » n’est utilisé que pour cette fraction de l’ancienne diaspora vaudoise.

## Le dogme vaudois
Valdès avait abandonné toute sa fortune et sillonnait la région lyonnaise avec ses disciples pour prêcher l'Evangile. Son dogme se caractérise par un retour à l'essentiel : le texte. Pierre Valdès souhaite vivre de la manière la plus proche de celles des apôtres de l'Evangile qui quittent tout pour suivre l'enseignement du Christ. Gauthier Map expose ainsi que les vaudois « ne possèdent rien en propre, mettent tout en commun à l'exemple des apôtres, nus comme le Christ nu ». Ce mode de vie passe donc par le rejet de la propriété et du « superflu », c'est-à-dire des rites développés par le culte catholique au fil des siècles qui ont détourné le clergé et les croyants du véritable sens des Évangiles.
Une des caractéristiques vaudoises est la dimension universelle de la religion qui est accessible à tous. C'est pourquoi Valdès fait traduire la Bible en franco-provençal et que les femmes vaudoises peuvent prêcher au même titre que les hommes. Cette idée se retrouve aussi dans le fait qu'il n'existe pas de séparation entre laïcs et hommes d'Église.

### Ouvrages imprimés anciens
- Auteur inconnu, Relation veritable de ce qui s'est passé dans les persecutions & massacres faits cette année, aux Eglises reformées de Piemont, avec la refutation des calomnies dont les adversaires de la verité taschent de les noircir, Sans mention de lieu, Éditeur et imprimeur inconnus, 1655 (lire en ligne).

### Travaux anciens
- Alexis Muston, Histoire des vaudois des vallées du Piémont, et de leurs colonies, depuis leur origine jusqu'à nos jours, Paris, 1834, 527 pages
- Antoine Monastier, Histoire de l'Eglise vaudoise depuis son origine et des Vaudois du Piémont jusqu'à nos jours, Lausanne, 1847, 362 p. (lire en ligne)
- Édouard Montet, Histoire littéraire des Vaudois du Piémont : d'après les manuscrits originaux conservés à Cambridge, Dublin, Genève, Grenoble, Munich, Paris, Strasbourg et Zurich, Paris, Fischbacher, 1885, 241 p. (lire en ligne).
- Paul Fournier, Le royaume d'Arles et de Vienne (1138-1378) : Étude sur la formation territoriale de la France dans l'Est et le Sud-Est, Paris, Alphonse Picard, 1891, 554 p. (lire en ligne).
- Alexandre Charles Germain, Maguelone sous ses eveques et ses chanoines. Étude historique et archéologique,, Montpellier, Jean Martel aîné, Société Archéologique de Montpellier, 1869, 323 p. (lire en ligne).
- Marcel Pacaut, « Louis VII et Alexandre III (1159-1180) », Revue d'histoire de l'Église de France, vol. 9, no 132,‎ 30 juin 1953, p. 5-45 (DOI 10.3406/rhef.1953.3134, lire en ligne [html]).

### Travaux contemporains
- Michel Rubellin, « Lyon du XIe au XIIIe siècle : des transformations tardives : La résistance à l’évolution (XIe – XIIe siècles) », dans Église et société chrétienne d'Agobard à Valdès., Lyon, Presses universitaires de Lyon, 2003 (ISBN 978-2-7297-1077-4, lire en ligne), 3. Au temps de Valdès, pp. 359-422.
- Jean Jalla, Pierre Valdo, EdiPRO, Hendaye, France, 105 p.
- (en) Reima Välimäki, Heresy in Late Medieval Germany: The Inquisitor Petrus Zwicker and the Waldensians., York, York Medieval Press, coll. « Heresy and Inquisition in the Middle Ages » (no 6), 2019, 350 p. (ISBN 978-1-9031-5386-4).
- Bruno Galland (préf. Robert-Henri Bautier), Deux archevêchés entre la France et l'Empire. Les archevêques de Lyon et les archevêques de Vienne du milieu du XIIe au milieu du XIVe siècle. : (monographie), t. 282, Rome, Ecole française de Rome, coll. « Bibliothèque des Écoles françaises d'Athènes et de Rome », 1994, 848 p. (DOI 10.3406/befar.1994.1266, lire en ligne).
- Gabriel Audisio, « La fin d’une secte : les vaudois deviennent protestants », dans Religion et exclusion : XIIe – XVIIIe siècle, Aix-en-Provence, Presses universitaires de Provence, 2021 (ISBN 978-2-8218-8548-6, DOI 10.4000/books.pup.6786, lire en ligne).
- Olivier Legendre et Michel Rubellin, « Valdès : un « exemple » à Clairvaux ? Le plus ancien texte sur les débuts du pauvre de Lyon », Revue Mabillon, vol. 11 (n. s.), t. 72,‎ 2000, p. 187-195 (lire en ligne [PDF]).
- Michel Rubellin, « Au temps où Valdès n’était pas hérétique : hypothèses sur le rôle de Valdès à Lyon (1170-1183) », dans Église et société chrétienne d'Agobard à Valdès, Lyon, Presses universitaires de Lyon (ISBN 978-2-7297-1077-4, DOI 10.4000/books.pul.19224, lire en ligne).
- Julien Théry (dir.), « Les hérésies, du XIIe au début du XIVe siècle », dans s Structures et dynamiques religieuses dans les sociétés de l’Occident latin (1179-1449), Rennes, Presses Universitaires de Rennes, 2010 (lire en ligne).
- (en) Lisa Murray, Clemence of Barking and V Clemence of Barking and Valdes of L aldes of Lyon: Two  Contemporaneous Examples of Innovation in the Twelfth Century, New York, City University of New York (CUNY), coll. « Cuny Academic Works / Disetations, Thesis and Capstone projects », octobre 2017, 89 p. (lire en ligne).
- Clément Lenoble (dir.), « L'économie des hérétiques. Note sur le rapprochement entre usure et hérésie », dans Aux marges de l’hérésie. Inventions, formes et usages de l’accusation d’hérésie au Moyen Âge, Rennes, Presses universitaires de Rennes, 2017 (lire en ligne).

### Ouvrages de synthèse
- Gabriel Audisio, Les Vaudois : Histoire des Pauvres de Lyon XIIe siècle-XVIe siècle, Saint-Rémy-de-Provence, Éditions Équinoxe, coll. « Mémoires du sud », 2015, 306 p. (ISBN 978-2-84135-901-1).

### Autres sources contemporaines
- (it) « Patto d’integrazione globale tra le chiese Valdesi e Metodiste » [PDF], Torre Pellice, Chiesa evangelica valdese, 1er septembre 1975.
- (it) « Confessione di fede del 1665 » [PDF], Torre Pellice, Chiesa evangelica valdese, 1er septembre 1975.